# Puente de Xinguang
El puente de Xinguang (en chino tradicional, 新光大桥; en chino simplificado, 新光大桥; pinyin, Xīnguāng dàqiáo) es un puente de carretera de China, un puente en arco de acero que cruza el río de las Perlas en Guangzhou (Cantón), al sur del país. Abierto al tráfico en enero de 2007, con un arco central con una luz de 428 m, se convirtió en ese momento en el séptimo puente en arco más grande del mundo y en el cuarto más grande de China, detrás del puente Chaotianmen, del puente Lupu y del puente Wushan. (en 2018, es el 12.º y 9.º respectivamente)

## Descripción general
El conjunto, con una longitud total de 1083,20 m, comprende un puente principal en arco con una longitud de 782 m y dos viaductos de acceso.
El puente principal es un puente en arco con tablero atravesado con una luz central libre de 428 m, medida entre pilonas, y dos luces laterales de 177 m. Libera un gálibo de navegación de 210 m de ancho y 34 m de alto.
Uno de los aspectos innovadores es el zócalo en forma de V, apoyado sobre las pilonas, en el que se incrustan los extremos del arco central y de los arcos laterales.

## Construcción
El puente fue puesto en servicio el 20 de enero de 2007.